# Ariolimax californicus
Espèce
Ariolimax californicus est une espèce de limaces terrestre de la famille des Arionidae, endémique de l'État de Californie aux États-Unis.

## Description
Ariolimas californicus est une limace de grande taille et robuste. Le corps est jaune clair et dépourvu de taches.

## Distribution
L'espèce se rencontre sur la côte au centre de l'État de Californie, de la vallée de la Salinas à la péninsule de San Francisco.

## Sous-espèce
Selon World Register of Marine Species (20 mai 2024) :
- Ariolimax californicus californicus J. G. Cooper, 1872